# Velvet Acid Christ
A Velvet Acid Christ egy electro-industrial/trance project a coloradói Denverből. 1990-ben alakult, egyetlen folyamatos tagja Bryan Erickson. Dalaikban a gótikus és az indusztriális stílusok is vegyülnek. Szövegeik témája a szerelem, gyűlölet, depresszió, drogok, vallás és a mizantrópia. Zenéjüket számítógéppel készítik, de dobgépet, elektromos gitárt és sample-ket is használnak. 2017-ben a Dürer Kertben is felléptek.

## Tagok
- Bryan Erickson - ének, szövegírás, mixelés, gitár, zeneszerzés (1990-)

## Diszkográfia
- Fate (1994)
- Pestilence (1994)
- Neuralblastoma (1995)
- Calling ov the Dead (1998)
- Fun with Knives (1999)
- Twisted Thought Generator (2000)
- Hex Angel: Utopia - Dystopia (2003)
- Lust for Blood (2006)
- The Art of Breaking Apart (2009)
- Maldire (2012)
- Subconscious Landscapes (2014)
- Dire Land (2015)
- Ora Oblivionis (2019)